# Палмер, Джим
Джеймс Элвин Палмер (англ. James Alvin Palmer, 15 октября 1945, Нью-Йорк) — американский бейсболист, питчер. Провёл девятнадцать сезонов в Главной лиге бейсбола, все в составе «Балтимор Ориолс». Трижды признавался лучшим питчером Американской лиги. Трёхкратный победитель Мировой серии. После завершения карьеры работал в качестве эксперта на телеканалах ABC и ESPN. Член Национального Зала славы бейсбола.

## Биография

### Ранние годы
Родился 15 октября 1945 года в Нью-Йорке. Спустя два дня был усыновлён Мо и Полли Визенами, семьёй бизнесменов. Мальчик получил имя Джейм Элвин Визен. Перед этим они также удочерили девочку Бонни, которая была старше Джима на полтора года. Сначала семья жила в частном доме на Парк-авеню, а затем переехала в округ Уэстчестер. Джим посещал школы в городах Уайт-Плейнс и Рай. В то время он начал играть в бейсбол.
Мо Визен умер, когда Джиму было девять лет. Полли с детьми переехала сначала в Уиттиер, а затем в Беверли-Хиллз. В Калифорнии она вышла замуж за актёра Макса Палмера, снимавшегося в телесериалах.
Джим, который теперь носил фамилию Палмер и мечтал стать профессиональным бейсболистом, начал играть в различных детских лигах. Перед поступлением в старшую школу семья переехала в Скоттсдейл, Аризона. За школьную бейсбольную команду он играл в качестве питчера и центрфилдера. Кроме того, Джим играл в американский футбол в амплуа ресивера и в баскетбол. Во всех трёх видах спорта он был одним из лучших игроков штата. Перед окончанием школы его приглашали к себе Калифорнийский университет, Университет Южной Калифорнии и Стэнфорд, но он выбрал Университет штата Аризона в Темпе.
После окончания школы Палмер играл в летней лиге за команду из Уиннера, Южная Дакота, вместе с будущими звёздами МЛБ Джимом Лонборгом и Мервином Реттенмундом. Его команда проиграла в финале, но игра Джима привлекла внимание руководителя скаутской службы «Балтимор Ориолс» Харри Далтона. По пути домой Палмер с своим другом, уснувшим за рулём, попал в аварию, которая закончилась для него травмой колена. Позднее это повреждение потребует хирургического вмешательства, но в «Ориолс» никто не знал о случившемся и Палмер подписал с клубом свой первый контракт на сумму 50 000 долларов.
Перед началом первого сезона в своей карьере Джим женился на школьной подруге Сьюзан и вместе с ней переехал в Абердин, Южная Дакота, где базировался один из фарм-клубов системы «Ориолс». Команда выиграла чемпионат Северной лиги. Показатель пропускаемости Палмера ERA составил 2,51, но при этом отмечался слабый контроль подачи с его стороны — в 129-и иннингах Джим допустил 130 уоков.

### Карьера в МЛБ

#### 1960-е

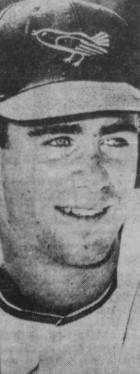
Палмер в 1960-х годах.

Весной 1965 года Палмер был вызван в состав «Балтимора» на предсезонную подготовку. В клубе в тот период было много молодых талантливых питчеров и в качестве стартового в дебютном сезоне он провёл всего шесть игр. 16 мая 1965 года Джим одержал свою первую победу в Лиге в матче против «Нью-Йорк Янкис». В той же игре он выбил первый хоум-ран в своей карьере.
Весной 1966 года он проявил себя в ходе предсезонной подготовки и вошёл в число стартовых питчеров команды. Во второй игре сезона на «Фенуэй Парк» против «Бостон Ред Сокс» Палмер провёл первую полную игру в своей карьере, а также выбил хоум-ран. В чемпионате Джим провёл тридцать игр в качестве стартового питчера с пропускаемостью 3,46. Ориолс выиграли Американскую лигу и получили право сыграть в Мировой серии.
В решающих играх сезона соперником «Балтимора» были «Лос-Анджелес Доджерс». Палмер вышел стартовым питчером на второй матч серии против Сэнди Коуфакса, одного из лучших питчеров в истории Лиги, проводившего последний сезон в своей карьере. Джим сыграл полную игру, не пропустив ни одного очка и полностью переиграв своего оппонента. «Доджерс» пропустили три очка в пятом иннинге из-за ошибок центрфилдера Уилли Дэвиса, дважды потерявшего мяч из виду на фоне солнца, а затем не сумевшего зафиксировать его в перчатке. Игра завершилась победой «Ориолс» со счётом 6:0, которые затем довели серию до победы в четырёх матчах.
Чемпионат 1967 года начался для него с отличной игры против «Янкис», в которой он пропустил всего один хит. Однако затем из-за постоянных болей в плече, мешавших подавать в полную силу, Палмер оказался в младших лигах. Отыграв семь матчей за «Майами» и «Рочестер», он вернулся в состав в сентябре, но провёл за «Ориолс» всего два матча. Позднее Палмер говорил, что надеялся что боли вызваны воспалением, но диагноз оказался серьёзнее — разрыв вращательной манжеты плеча.
По этой же причине он пропустил почти весь сезон в 1968 году, проведя всего десять игр в фарм-клубах «Балтимора». Сам Палмер рассматривал даже возможность смены игрового амплуа, где последствия травмы не мешали бы ему играть. В конце сезона Лигой проводился драфт расширения в связи с вступлением в МЛБ «Сиэтл Пайлотс» и «Канзас-Сити Роялс». «Ориолс» не включили Палмера в список защищённых игроков, но на драфте он не был выбран новыми командами и многие посчитали карьеру питчера практически завершённой.
В межсезонье Палмер тренировался под руководством Джорджа Бамбергера, бросая через боль. Осень он отыграл в Лиге Флориды, затем выступал в Зимней лиге Пуэрто-Рико. Неожиданно боли ушли и весной Палмер вернулся в «Ориолс» для участия в подготовке к сезону. В пятой игре сезона Джим вышел на поле в стартовом составе против «Вашингтон Сенаторз». Палмер не пропустил ни одного очка, по ходу матча четырежды отправив в аут сильного отбивающего соперника Фрэнка Хоуарда. К концу июня на его счету было девять побед при двух поражениях с ERA 1,96. Во второй половине сезона он пропустил шесть недель из-за надрыва мышцы спины, а вернувшись сыграл ноу-хиттер против «Окленда». По итогам чемпионата Палмер стал вторым в лиге по пропускаемости, а «Балтимор» дошёл до Мировой серии, в которой уступил «Нью-Йорк Метс» в пяти матчах.
Проблемы с рукой ушли в прошлое и на протяжении следующих девяти сезонов Палмер восемь раз одерживал не менее 20 побед за сезон. Вместе с Дэйвом Макнэлли и Майком Куэльяром они составляли тройку питчеров «Ориолс», выигрывавших чемпионат дивизиона с 1969 по 1971 год. В тот же период он трижды получал Приз Сая Янга лучшему питчеру Американской лиги, а также был лучшим в команде по ERA с 1969 по 1973 и с 1975 по 1978 годы.

#### 1970-е
В 1970 году Палмер вышел стартовым питчером на первую игру Мировой серии против «Цинциннати Редс», которую команда выиграла со счётом 4:3. «Ориолс» одержали победы в трёх матчах подряд и на четвёртую игру стартером вновь вышел Джим. В восьмом иннинге счёт был 5:3 в пользу «Балтимора», когда Палмер пропустил на базу Тони Переса, а затем позволил выбить сингл Джонни Бенчу. Уивер заменил Палмера на Эдди Уотта, после чего Ли Мэй выбил хоум-ран, принёсший «Редс» победу со счётом 6:5. Тем не менее, на следующий день «Иволги» одержали победу и выиграли Мировую серию второй раз в истории команды.
В 1971 году к трио Палмера, Куэльяра и Макнэлли присоединился Пэт Добсон. Ориолс в третий раз подряд выиграли свой дивизион и в плей-офф со счётом 3:0 в серии разгромили «Окленд». Палмер одержал победу в третьей игре, которую его команда выиграла со счётом 5:3. В Мировой серии против «Питтсбурга» Джим сыграл в двух матчах. Вторая игра серии завершилась уверенной победой «Ориолс» со счётом 11:3, а в шестом матче он провёл на поле шесть иннингов и был заменён при счёте 2:2. Серия завершилась победой «Пайрэтс» в семи матчах.
В 1972 году «Ориолс» откатились на третье место в дивизионе, но Палмер по прежнему был одним из лучших питчеров МЛБ с ERA 2,07. На следующий год Иволги вновь вернули себе лидерство, но в первом раунде плей-офф проиграли «Окленду». Палмер же получил свой первый приз Сая Янга. Именно в 1973 году он закрепил за собой статус лучшего питчера команды. Партнёр Джима по команде Буг Пауэлл говорил: «Я любил Майка Куэльяра, Дэйва Макнэлли и Пэта Добсона. Но если нужно было выиграть матч, то для меня на питчерской горке существовал только Палмер». В 1974 году у Джима вновь появились боли в плече, а команда слабо играла в обороне. Несмотря на это его ERA 3,27 был лучше среднего показателя в лиге. 28 августа «Ориолс» шли на четвёртом месте имея 63 победы при 65-и поражениях, но на финише сезона выиграли 28 матчей из 34-х и одержали победу в дивизионе. В плей-офф на пути «Балтимора» вновь встал «Окленд».
В 1975 и 1976 годах Палмер признавался лучшим питчером Американской лиги, став первым трёхкратным обладателем Приза Сая Янга. Он был последним звёздным игроком великой команды начала 70-х годов и регулярно конфликтовал с Эрлом Уивером. Главный тренер команды называл его Мистером Совершенство. Конфликты с тренером не мешали Палмеру добиваться результата. В 1977 году он был в шаге от четвёртой награды лучшему питчеру, уступив в голосовании Спарки Лайлу из «Янкис».
В 1979 году Ориолс выиграли 102 игры регулярного чемпионата и после четырёхлетнего перерыва вернулись в плей-офф. Палмер провёл всего 22 матча и дважды попадал в список травмированных. Он больше не был лучшим в команде, но по прежнему оставался лидером и примером для молодых талантов Майка Флэнагана, Денниса Мартинеса и Скотта Макгрегора. В Мировой серии против «Пайрэтс» Палмер сыграл во втором и шестом матчах. Вторая его игра завершилась поражением 0:4, а на следующий день «Питтсбург» выиграл решающий седьмой матч.

#### 1980-е
В начале 1982 года Джим потерял место в стартовой ротации питчеров. Генеральный менеджер «Ориолс» Хэнк Питерс заявил прессе что место стартового питчера Палмеру не гарантировано. Эрл Уивер перевёл игрока в буллпен, но заявил что он ещё проявит себя. Джим подтвердил слова тренера и с июня по сентябрь одержал тринадцать побед при одном поражении, пропуская в среднем 2,24 очка. «Ориолс» заняли второе место в дивизионе, а Палмер, которому было уже 36 лет, занял второе место в гонке за Приз Сая Янга.
В 1983 и 1984 годах Палмер окончательно перешёл в число запасных питчеров команды, несколько раз он попадал в список травмированных. Однако, несмотря на повреждения и изменившийся статус в клубе, Джим сыграл в Мировой серии 1983 года, одержав четвёртую личную победу и став первым питчером, выигравшим трофей в трёх разных десятилетиях. 17 мая 1984 года он был освобождён от контрактных обязательств перед клубом. Спустя семь лет Палмер предпринял попытку возобновить карьеру, но в одной из предсезонных игр получил травму ноги и отказался от своей идеи.

### Жизнь вне бейсбола

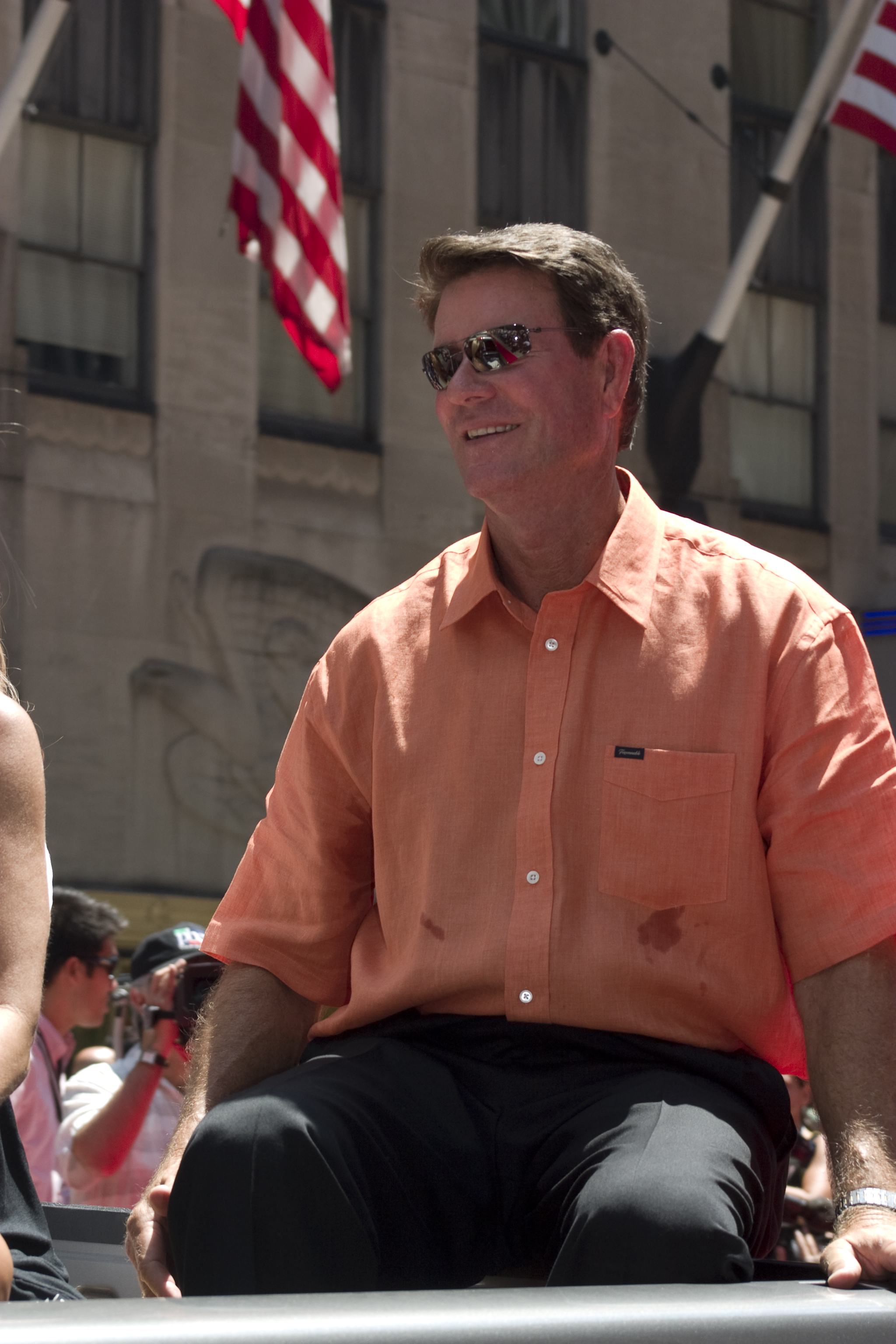
Джим Палмер в 2008 году.

В 1970-х годах Палмер был не только одним из лучших игроков в Лиге, но и лицом торговой марки нижнего белья Jockey. Кроме того, его образ часто использовался в рекламе других товаров, особенно в Балтиморе и его окрестностях.
После завершения карьеры он не отдалился от бейсбола. Ещё будучи игроком Джим появлялся на телевидении в качестве эксперта на матчах плей-офф, а также комментировал игры Мировой серии 1981 года. Уйдя на пенсию он продолжил сотрудничество с каналом ABC в качестве так называемого «цветного комментатора» (приглашённый эксперт, помогающий комментатору матча). После того как в 1989 году ABC потерял права на трансляцию бейсбольных матчей, Палмер перешёл на должность диктора на матчах «Балтимор Ориолс» и занимал её до 2010 года. Также он регулярно снимался в документальных фильмах о бейсболе и опубликовал три книги: Pitching (в 1975 году), Jim Palmer’s Way to Fitness (в 1987 году) и Together We Were Eleven Foot Nine (в 1996 году), посвященную его взаимоотношениям с Эрлом Уивером. В 1988 году Палмер снялся в роли диктора в комедии «Голый пистолет», а в 2012 году в роли самого себя в эпизоде «Бейсбол» телесериала «Вице-президент».
Номер 22, под которым выступал Палмер, был выведен из обращения в «Ориолс» в 1985 году, а в 1986 его избрали в клубный Зал славы. В 1990 году с первой попытки он был избран в Национальный Зал славы бейсбола. В честь Джима Палмера названа награда, ежегодно вручаемая лучшему питчеру команд, входящих в систему «Балтимора». В 1999 году издание Sporting News включило Палмера в число ста величайших бейсболистов под номером 64.
В 2012 году Палмер выставил на аукцион три Приза Сая Янга и две Золотых перчатки. При этом он заявил, что не нуждается в этих наградах как памяти и его приоритетом является забота о приёмном сыне Спенсере, больном аутизмом. Часть средств, вырученных на аукционе он также планировал передать обществу, работающему с аутистами в округе Палм-Бич.
От первого брака у него две дочери — Джейми и Келли. Второй брак длился десять лет и завершился разводом в мае 2001 года. В 2010 году Палмер женился в третий раз. Вместе с супругой Сьюзан и сыном он живёт в Палм-Бич и Корона-дель-Мар.